# Hermann Billung

Marchia Billungów na tle Niemiec w X wieku

Herman Billung (ur. 900 lub 912 – zm. 27 marca 973 w Kwedlinburgu) – margrabia i tymczasowy zastępca Ottona I w Księstwie Saksonii, jeden z najbardziej znanych przedstawicieli rodu Billungów, uważany za twórcę potęgi tego rodu.
Herman był synem Billunga von Stubenskorn (ok. 860–967) i Ermengardy z Nantes (ur. 900) oraz młodszym bratem Wichmana Starszego. Herman jest uważany za pierwszego władcę Saksonii z rodu Billungów, aczkolwiek jego dokładna pozycja pozostaje niejasna. Król niemiecki Otton I Wielki w 936 roku nadał mu tytuł łac. princeps militiae i przekazał mu marchię leżącą na północ od rzeki Łaby, pomiędzy Limes Saxoniae a rzeką Pianą, w celu obrony granicy na Łabie przed Słowianami. Tereny te znane były później jako tzw. Marchia Billungów. Herman posiadając większą autonomię od współczesnego mu Gero, wymuszał trybut od Słowian połabskich zamieszkujących Marchię Billungów. Często wyprawiał się przeciwko zachodniosłowiańskim plemionom Wieletów, Obdorytów i Wagrów.
Otton I, który był również tytularnym księciem Saksonii, od 953 roku, w czasach swojej nieobecności, powierzał Hermanowi tymczasowe zastępstwo w sprawowaniu władzy, tzw. łac. procuratio, w całej Saksonii. Wkrótce te „tymczasowe zastępstwa”, ze względu na to, iż po 961 roku Otton przebywał prawie cały czas we Włoszech, stały się całkiem długimi okresami. Jednakże znamienne jest, iż Herman w królewskich dokumentach nigdy nie jest nazywany księciem (łac. dux), tylko nosi tytuł komesa (łac. comes) lub margrabiego (łac. marchio), natomiast Widukind z Korbei określa go mianem księcia. Jego syn Bernard, który odziedziczył pozycję swojego ojca, wzmocnił ją i uzyskał tytuł księcia.
Herman posiadał majątek w okolicach Lüneburga i ufundował klasztor Św. Michała w tym mieście. Zmarł w Quedlinburgu.